# Leonid Anulov
Leonid Anulov (născut Moskovici; în rusă Леонид Анулов; n. 28 iulie 1897, Hîncești, gubernia Basarabia, Imperiul Rus – d. 5 septembrie 1974, Moscova, RSFS Rusă, URSS) a fost un evreu basarabean, militar și agent de informații sovietic (membru al „Orchestrei Roșii”), participant al Primului Război Mondial, Războiului Civil Rus, Conflictului chino-sovietic din 1929 și Războiului Civil Spaniol.  

## Biografie
S-a născut în târgul Hîncești din ținutul Chișinău, gubernia Basarabia (Imperiul Rus). În mai 1916 a devenit soldat în armata țaristă. În anii 1916-1917 a participat la prima conflagrație mondială.
În 1918 s-a alăturat Armatei Roșii și a luat parte la luptele din Războiul Civil Rus. În 1919 s-a alăturat PCUS și Partidului Comunist din Ucraina și a luat parte la trei cursuri pentru comandanții de artilerie din Odesa. În iulie al aceluiași an a fost trimis în străinătate de către conducerea Departamentului de Apărare al Armatei Roșii și a fost implicat în organizarea unei mișcări bolșevice clandestine în Basarabia devenită românească.
După întoarcerea sa, în octombrie 1922, a devenit asistent al reprezentantului GPU, post deținut până în octombrie 1923. În 1924 a urmat cursuri de perfecționare a recunoașterii celui de-al 4-lea Departament Principal al statului major al Armatei Roșii și din aprilie până în august 1925 a activat în cadrul serviciului de informații. În august 1925-iunie 1929 a ocupat diferite posturi în cadrul GPU.
În 1929 a fost trimis în China ca rezident ilegal și a luptat în conflictul de frontieră sovieto-chinez din Manciuria, în 1930 a fost decorat cu Ordinul Steagului Roșu. În 1932 s-a întors la Moscova. Din martie 1933 până în februarie 1935 a urmat facultatea de comandă a academiei militare pentru mecanizarea și motorizarea Armatei Roșii, apoi cursuri de limbi străine.
În ianuarie 1936 a primit gradul de maior și a fost trimis ca rezident ilegal în Spania, de acolo în Franța și Elveția. În Franța a organizat o rețea de agenți a serviciului de informații militare sovietic („Orchestra Roșie”). A fost una dintre cele trei rețele de agenții ale GPU pentru a monitoriza evoluțiile din Germania Național-Socialistă. Celelalte două rețele au activat în Varșovia și Bruxelles. Rețeaua Anulov din Elveția, care în documentele ulterioare a fost denumită „Orchestra Roșie”, s-a bazat inițial pe informarea din partea jurnalistului elvețian Otto Pünter („Pakbo”), apoi Alexander Radó („Dora”). Ceilalți doi rezidenți ai GPU în Elveția au fost Ursula Hamburger („Sonja”) de la sfârșitul anului 1938 și Rachel Dübendorfer („Sissi”). În calitate de operator de radio pentru rețeaua elvețiană, Anulov i-a recrutat pe luptătorii spanioli britanici Alexander Foote și Len Beurton.
În aprilie 1938, a fost readus la Moscova, unde a primit Ordinul Lenin, cu toate acestea, în iunie a fost demis din serviciu și arestat (Marea Epurare). Alexander Radó a preluat conducerea rețelei de agenți elvețieni. Anulov fost condamnat la 15 ani de muncă. În 1953 a fost eliberat din lagăr și a trăit în exil până în 1955. După reabilitare a locuit la Moscova, unde a murit în 1974. 